# بوریس کورتسکی
بوریس کورتسکی (انگلیسی: Boris Koretsky؛ زادهٔ ۱ ژانویهٔ ۱۹۶۱) شمشیرباز اهل اتحاد جماهیر شوروی سوسیالیستی بود.
وی در مسابقات کشوری و بین‌المللی در مجموع برندهٔ ۱ مدال طلا شده‌است.